# Francisco de Sousa Lobo
Francisco de Sousa Lobo (Minas Gerais, c. 1800 — Rio de Janeiro, c.  1855) foi um pintor brasileiro. Foi aluno de Jean-Baptiste Debret na Academia Imperial de Belas Artes, sendo um dos primeiros a freqüentar esta classe. Posteriormente lecionaria desenho e pintura na mesma academia.